# Генрик Мацулевич
Генрик Юзеф Мацулевич (пол. Henryk Józef Maculewicz; нар. 24 квітня 1950, с. Ґрудза, Польща) — польський футболіст та тренер, виступав на позиції захисника.

## Клубна кар'єра
Вихованець клубу БКС Болеславець, дорослу футбольну кар'єру розпочав у 1970 році в клубі Другої ліги Польщі «Гарбарня» (Краків). Відгравши один сезон («Грабарня» фінішувала в середині турнірної таблиці Другої ліги), Генрик отримав запрошення від земляків «Гарбарні» — «Вісли». Разом із краківською командою займав провідні місця в польському футболі, а в 1978 році став переможцем національного чемпіонату. Разом із «Віслою» дебютує у єврокубках, грає декілька матчів у Кубку УЄФА та Кубку європейських чемпіонів, в якому краківська команда досягає свого найкращого результату — виходу до 1/4 фіналу.
У 1979 році виїздить до Франції, де укладає контракт із «Лансом». Завдяки своєму досвіду та фізичній витривалості допоміг збалансувати склад французького клубу. У дебютному сезоні в «Расингу» зіграв 26 матчів та відзначився 1 голом. Того сезону «Ланс» фінішував у середині турнірної таблиці чемпіонату, наступного — повторив результат. У 1981 році став гравцем представника Ліги 2 ФК «Париж». Після досить посереднього сезону та під тиском Жана-Луї Легардера «городяни» об'єдналися з «Расінгом» (Коломб), внаслідок чого утворися «Расинг 1» (Париж). У свою чергу, від цього об'єднання постраждав Генрик, який змушений був продовжувати кар'єру в другій команді новоствореного клубу — ФК «Париж-83», який виступав у четвертому дивізіоні французького чемпіонату. За підсумками сезону ця команда вилетіла до регіонального чемпіонату, в той же час Мацулевич отримав розрив ахіллового сухожилля, через що змушений був завершити кар'єру професіонального футболіста. Проте Генрик й надалі залишився в паризькому регіоні, де ще протягом двох років виступав за «Нантер» — аматорський клуб із невеличкого містечка.

## Кар'єра в збірній
Дебютував у футболці національної збірної Франції 31 жовтня 1974 року в поєдинку проти Канади. У 1977 році Яцек Гмох викликав його серед групи з 22-х футболістів, які повинні були готуватися до Чемпіонату світу в Аргентині. Польща вийшла до другого раунду змагань, а Мацулевич зіграв у 6-ти матчах на цьому турнірі. Проте вже незабаром після завершення Чемпіонату світу, Генрик завершує міжнародну кар'єру. Загалом у футболці польської «кадри» зіграв 23 матчі.

## Кар'єра тренера
По завершенні кар'єри гравця спробував себе на тренерській роботі, очоливши «Батеваль» (Лібревіль). Під час своєї роботи в Габоні потрапив в аварію з автомобілем військової жандармерії. Внаслідок аварії перебував у комі протягом декількох тижнів, потім проходив тривалу реабілітацію у Франції. Проте повернутися до тренерської діяльності не зміг, через що повернувся до Польщі, де оселився в рідному Кракові.

## Особисте життя
Дружина, Кристина Мацулевич, була професіональною волейболісткою. Біологічним батьком дочки — Кінґи Мацулевич — був волейболіст Анджей Немчик.

## Статистика виступів

### У збірній
| №   | Дата              | Місце        | Суперник   | Результат | Змагання        | Грав   | Примітки |
| --- | ----------------- | ------------ | ---------- | --------- | --------------- | ------ | -------- |
| 1.  | 31 жовтня 1974    | Варшава      | Канада     | 2-0       | товариський     | 90'    |          |
| 2.  | 24 квітня 1976    | Ланс         | Франція    | 0-2       | товариський     | 90'    |          |
| 3.  | 16 жовтня 1976    | Порту        | Португалія | 2-0       | квал. ЧС 1978   | 90'    | ЖК       |
| 4.  | 31 жовтня 1976    | Варшава      | Кіпр       | 5-0       | квал. ЧС 1978   | 90'    |          |
| 5.  | 15 травня 1977    | Лімасол      | Кіпр       | 3-1       | квал. ЧС 1978   | до 84' |          |
| 6.  | 10 червня 1977    | Ліма         | Перу       | 3-1       | товариський     | 90'    |          |
| 7.  | 12 червня 1977    | Ла-Пас       | Болівія    | 2-1       | товариський     | 90'    |          |
| 8.  | 19 червня 1977    | Сан-Паулу    | Бразилія   | 1-3       | товариський     | 90'    |          |
| 9.  | 24 серпня 1977    | Відень       | Австрія    | 1-2       | товариський     | 90'    |          |
| 10. | 7 вересня 1977    | Волгоград    | СРСР       | 1-4       | товариський     | 90'    |          |
| 11. | 21 вересня 1977   | Хожув        | Данія      | 4-1       | квал. ЧС 1978   | 90'    |          |
| 12. | 29 жовтня 1977    | Хожув        | Португалія | 1-1       | квал. ЧС 1978   | 90'    |          |
| 13. | 12 листопада 1977 | Вроцлав      | Швеція     | 2-1       | товариський     | з 65'  |          |
| 14. | 22 березня 1978   | Люксембург   | Люксембург | 3-1       | товариський     | 90'    |          |
| 15. | 1 червня 1978     | Буенос-Айрес | Німеччина  | 0-0       | ЧС 1978         | 90'    |          |
| 16. | 6 червня 1978     | Росаріо      | Туніс      | 1-0       | ЧС 1978         | 90'    |          |
| 17. | 10 червня 1978    | Росаріо      | Мексика    | 3-1       | ЧС 1978         | з 85'  |          |
| 18. | 14 червня 1978    | Росаріо      | Аргентина  | 0-2       | ЧС 1978         | 90'    | ЖК       |
| 19. | 18 червня 1978    | Мендоса      | Перу       | 1-0       | ЧС 1978         | 90'    |          |
| 20. | 18 червня 1978    | Мендоса      | Бразилія   | 1-3       | ЧС 1978         | 90'    |          |
| 21. | 30 серпня 1978    | Гельсінкі    | Фінляндія  | 1-0       | товариський     | 90'    | ЖК       |
| 22. | 6 вересня 1978    | Рейк'явік    | Ісландія   | 2-0       | квал. Євро 1980 | 90'    |          |
| 23. | 15 листопада 1978 | Вроцлав      | Швейцарія  | 2-0       | квал. Євро 1980 | 90'    |          |

## Досягнення

### Командні
- Перша ліга Польщі
  -  Чемпіон (1): 1977/78